# Gavroš
Gavroš (Гаврош) è un film del 1937 diretto da Tat'jana Nikolaevna Lukaševič, basato sul personaggio di Gavroche, il « monello » del romanzo di Victor Hugo I Miserabili.